# Рожнявське Бистре
Рожнявське Бистре (словац. Rožňavské Bystré) — село в окрузі Рожнява Кошицького краю Словаччини, історична область Гемера. Площа села 7,94 км². Станом на 31 грудня 2016 року в селі проживало 623 жителі.

## Історія
Перші згадки про село датуються 1318 роком.

## Населення
| Рік:            | 1994. | 2004.   | 2014.   | 2024.    |
| --------------- | ----- | ------- | ------- | -------- |
| Кількість осіб: | 568   | 582     | 632     | 551      |
| Різниця:        |       | +2,46 % | +8,59 % | -12,81 % |

| Рік:            | 2023. | 2024.   |
| --------------- | ----- | ------- |
| Кількість осіб: | 563   | 551     |
| Різниця:        |       | -2,13 % |